# Leonhard Stock

Leonhard Stock

Leonhard Stock (Finkenberg, 14 maart 1958) is een Oostenrijks oud-alpineskiër.
Stock was tweemaal deelnemer op de Olympische Winterspelen (in 1980 en 1988), waarbij hij in 1980 de gouden medaille op de afdaling veroverde. In 1980 veroverde hij ook brons bij de Wereldkampioenschappen alpineskiën op de combinatie welke tegelijkertijd met de Winterspelen plaatsvond.
In de wereldbeker alpineskiën boekte hij drie keer een dagzege op de afdaling. Op 6 januari 1989 boekte hij zijn eerste zege in Laax (Zwitserland), zijn tweede zege was op 8 december 1990 in Val-d'Isère (Frankrijk) en de derde en laatste zege noteerde hij op 12 december 1992 in Val Gardena (Italië).
Hij stond tussen 1977 en 1992 in totaal 27 keer in de top-3 en 112 keer in de top-10 op de afdaling, Super G en combinatie op de OS, bij de WK en in de wereldbeker.

## Erelijst

### OS / WK
N.B. de Olympische Spelen van 1980 waren tevens de wereldkampioenschappen alpineskiën (de combinatie was geen olympische discipline) 
1980 · OS Lake Placid
 op de afdaling (OS/WK)
 op de combinatie (WK)
1948: Henri Oreiller ·
1952: Zeno Colò ·
1956: Toni Sailer ·
1960: Jean Vuarnet ·
1964: Egon Zimmermann ·
1968: Jean-Claude Killy ·
1972: Bernhard Russi ·
1976: Franz Klammer ·
1980: Leonhard Stock ·
1984: Bill Johnson ·
1988: Pirmin Zurbriggen ·
1992: Patrick Ortlieb ·
1994: Tommy Moe ·
1998: Jean-Luc Crétier ·
2002: Fritz Strobl ·
2006: Antoine Dénériaz ·
2010: Didier Défago ·
2014: Matthias Mayer ·
2018: Aksel Lund Svindal ·
2022: Beat Feuz